# Хили, Уна
Уна Хили (англ. Una Healy) — ирландская певица, солистка девичьей группы The Saturdays. Уна — единственная солистка группы, родившаяся не в Великобритании.

## Биография
Уна с 13 лет играет на гитаре и пишет музыку. После школы Уна солировала в местной рок-группе и записывалась с музыкантами разных направлений, позже записав собственный альбом. Девушка дважды выигрывала конкурс Ireland’s Glinsk Song Contest в 2004 и 2006 годах. В 2006 г. Уна приняла участие в конкурсе Евровидение от Ирландии, выступив на бэках у
Брайана Кеннеди. В 2007 Хили стала солисткой герлс-бэнда The Saturdays.
Начиная с 2014 года, когда группа объявила перерыв в творчестве, Уна появлялась в качестве ведущей или участницы многих популярных телешоу, включая «Splash!» и ирландскую версию «Голоса»: Уна отработала в качестве наставницы 4-й и 5-й сезоны шоу.
В 2017 на лейбле Decca Records вышел первый полноценный сольный альбом певицы, получивший название «The Waiting Game».

## Личная жизнь
С 2012 по 2018 год Уна была замужем за регбистом Бэном Фоденом. У пары есть двое детей — дочь Ифа Белль Фоден (род.13.03.2012) и сын Тайг Джон Фоден (род.02.02.2015).

## Дискография

### Сольные альбомы
- Sorry (EP) (2006)
- The Waiting Game (2017)